# 445308 Volov
445308 Volov è un asteroide della fascia principale. Scoperto nel 2010, presenta un'orbita caratterizzata da un semiasse maggiore pari a 2,3469332 au e da un'eccentricità di 0,0933753, inclinata di 6,44605° rispetto all'eclittica.